# Guangcun (köpinghuvudort i Kina, Hainan Sheng, lat 19,82, long 109,48)
Guangcun är en köpinghuvudort i Kina. Den ligger i provinsen Hainan, i den södra delen av landet, omkring 94 kilometer väster om provinshuvudstaden Haikou. Antalet invånare är 27 803. Befolkningen består av 13 151 kvinnor och 14 652 män. Barn under 15 år utgör 26,0 %, vuxna 15-64 år 66 %, och äldre över 65 år 6,0 %.
Runt Guangcun är det tätbefolkat, med 257 invånare per kvadratkilometer. Närmaste större samhälle är Xinying, 9,8 km nordost om Guangcun. I omgivningarna runt Guangcun växer huvudsakligen savannskog.
Genomsnittlig årsnederbörd är 2 661 millimeter. Den regnigaste månaden är juli, med i genomsnitt 450 mm nederbörd, och den torraste är januari, med 24 mm nederbörd.